# Polyhymnia
För asteroiden, se 33 Polyhymnia.

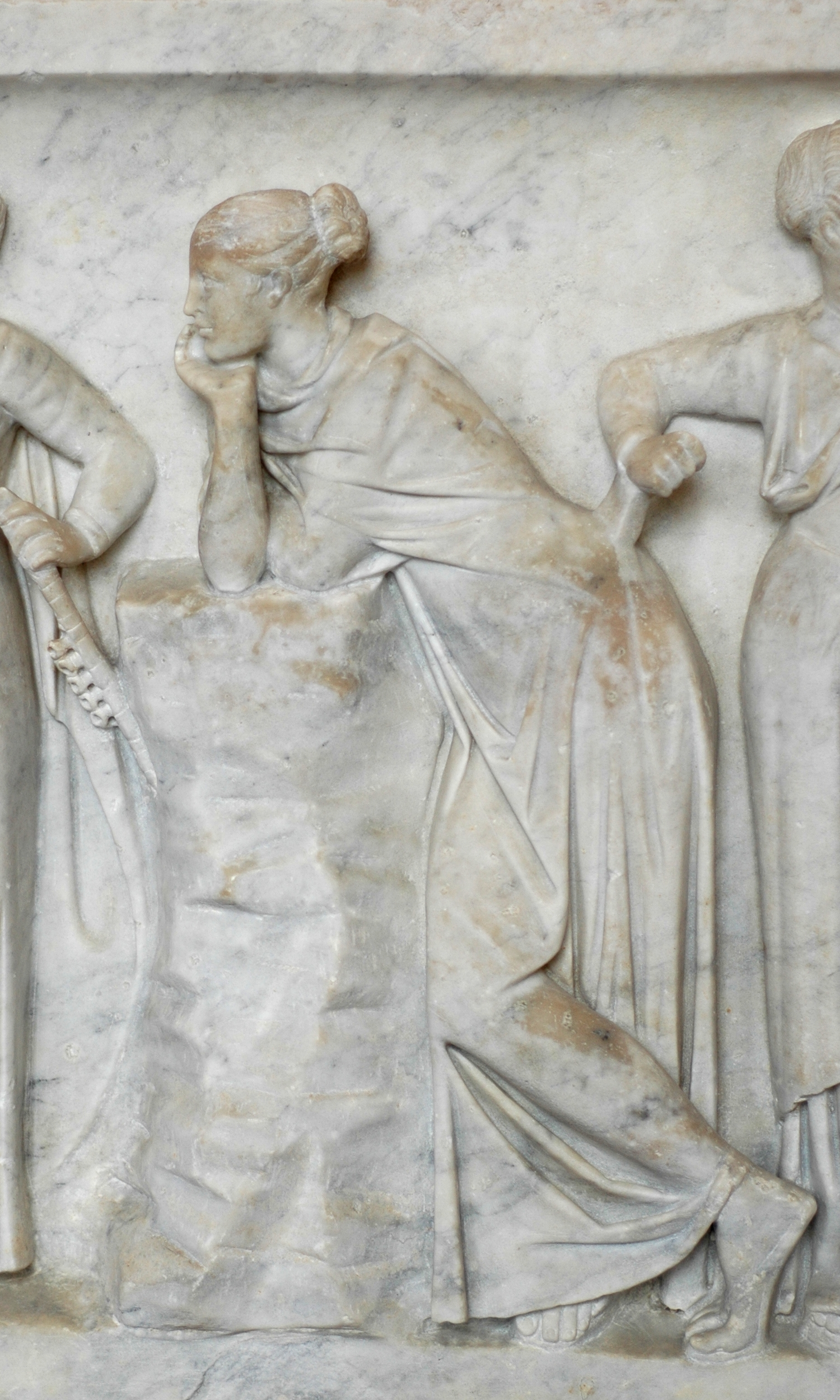
Polyhymnia. Detalj från sarkofag från 100-talet.

Polyhymnia, latinsk och svensk betoning på "-hymn-", grekiska Πολυμνία, var i grekisk mytologi de religiösa hymnernas, dansens och pantomimens musa.